# Andrzej Smirnow
Andrzej Smirnow (Varsóvia; 9 de Setembro de 1938 — ) é um político da Polónia. Ele foi eleito para a Sejm em 25 de Setembro de 2005 com 10263 votos em 20 no distrito de Warsaw, candidato pelas listas do partido Platforma Obywatelska.
Ele também foi membro da Sejm 1991-1993 e Sejm 1997-2001.